# Llista de governadors de Durango

Escut de Durango

Aquesta és la llista dels governadors de Durango. Segons la Constitució Política de l'Estat Lliure i Sobirà de Durango, l'exercici del Poder Executiu d'aquesta entitat mexicana, es diposita en un sol individu, que es denomina Governador Constitucional de l'Estat Lliure i Sobirà de Durango i que és elegit per a un període de 6 anys no reeligibles per cap motiu. El període governamental comença el dia 15 de setembre de l'any de l'elecció i acaba el 14 de setembre després d'haver transcorregut sis anys.
L'estat de Durango va ser creat en 1824, i és un dels estats originals de la federació, per la qual cosa al llarg de la seva vida històrica ha passat per tots els sistemes de govern vigents a Mèxic, tant el sistema federal com el sistema central, per la qual cosa la denominació de l'entitat ha variat entre estat i departament; variant juntament amb ella, la denominació del titular del Poder Executiu de l'Estat.
Els individus que han ocupat la Governatura de l'Estat de Durango, en les seves diferents denominacions, han estat els següents:

## Governadors de l'Estat Lliure i Sobirà de Durango
- (1819 - 1821) : Diego García Conde
- (1821 - 1822) : Mariano Urrea
- (juliol 1822 - agost 1822) : Antonio del Cordero
- (13 agost 1822 - 12 juny 1823) : Ignacio del Corral
- (juny 1823 - 26 octubre 1823) : Juan Navarro del Rey
- (26 octubre 1823 - 1 maig 1826) : Rafael Bracho
- (1 maig 1826 - 2 novembre 1829) : Santiago de Baca Ortiz
- (2 novembre 1829 - 4 març 1830) : Francisco Elorreaga
- (4 març 1830 - 12 gener 1833 : Juan Antonio Pescador
- (12 gener 1833 - octubre 1833) : Ignacio Gutiérrez
- (octubre 1833 - novembre 1833) : Francisco Elorreaga
- (2 novembre 1833 - 1834) : Basilio Mendarózqueta
- (1834 - 1835) : José Pedro Escalante
- (1835 - 3 desembre 1836) : José Como Urrea
- (3 desembre 1836 - 1839) : Marcelino Castañeda
- (juliol 1839 - 1841) : Miguel Zubiría
- (12 octubre 1841 - octubre 1842) : José Como Urrea
- (octubre 1842 - 17 desembre 1844) : Antonio Heredia
- (17 desembre 1844 - 17 setembre 1845) : Basilio Mendarózqueta
- (17 setembre 1845 - 6 setembre 1846) : Francisco Elorreaga
- (6 setembre 1846 - 8 abril 1847) : Marcelino Castañeda
- (8 abril 1847 - maig 1847) : Pedro Ochoa Natera
- (Maig 1847 - 4 agost 1848) : Marcelino Castañeda
- (4 agost 1848 - 1 novembre 1848) : Juan José Zubizar
- (1 novembre 1848 - 1 gener 1852) : José María Hernández
- (gener 1852 - 4 desembre 1852) : José María del Regato
- (desembre 1852 - 19 setembre 1853) : Mariano Morett
- (19 setembre 1853 - 30 agost 1854) : Antonio Heredia
- (9 maig 1856 - 12 juliol 1857) : José Patricio de la Barcena
- (1857 - juny 1858) : José Antonio Heredia
- (8 juny 1858 - 1859) : José María Patoni
- (1859 - novembre 1859) : Marcelino Murguia
- (1859 - novembre 1859) : Miguel Cruz Aedo
- (1860 - 1860) : José María Patoni
- (1860 - novembre 1860) : Domingo Cajén
- (Novembre 1860 - 1864) : José María Patoni
- (1866) : José María Pereyra
- (1866 - 1867) : Sivestre Aranda
- (3 febrer 1867 - 31 agost 1867) : José Maria Pereyra
- (1867 - desembre 1867) : Francisco Ortiz de Zarate
- (8 desembre 1867 - 20 desembre 1867) : Francisco Gómez Palacio
- (1869 - 1871) : Juan Hernández y Marin
- (15 febrer 1871 - 29 març 1871) : Manuel Santa María
- (Novembre 1871 - març 1872) : Tomas Borrego
- (Març 1872 - octubre 1872) : Sostenes Rocha
- (1872) : Florentino Carrillo
- (5 octubre 1872 - desembre 1876) : Juan Hernández y Marin
- (desembre 1876 - gener 1877) : Carlos Fuero
- (febrer 1877 - 1880) : Juan Manuel Florés
- (18 setembre 1880 - 16 setembre 1883) : Francisco Gómez Palacio
- (desembre 1883 - 1884) : Abel Pereyra
- (1884 - 30 gener 1897) : Juan Manuel Florés
- (gener 1897 - juliol 1897) : Leandro Fernández
- (juliol 1897 - 1904) : Juan Santa Marina
- (1804 - abril 1911) : Esteban Fernández
- (juliol 1911 - setembre 1912) : Luis Alonso y Patiño
- (15 setembre 1912 - 13 gener 1913) : Carlos Patoni
- (gener 1913 - 1913) : Jésus Perea
- (4 juliol 1913 - 25 agost 1914) : Pastor Rouáix
- (28 setembre 1914 - 13 octubre 1914) : Severino Ceniceres
- (1915) : Emiliano G. Saravía
- (1915 - octubre 1915) : Maximo García
- (1915 - gener 1916) : Mariano Arrieta
- (28 gener 1916 - 28 febrer 1916): Fernando Castaños
- (febrer 1916 - juny 1916) : Arnulfo González
- (26 juny 1916 - 15 octubre 1916) : Fortunato Maycotte
- (octubre 1916 - abril 1917) : Gabriel Gavira
- (abril-juliol 1917): Carlos Osuna
- (1917 - 1920): Domingo Arrieta León
- (1920 - 1924): J. Agustín Castro
- (1924 - 1928): Enrique R. Nájera
- (1928 - 1930): Juan Gualberto Amaya
- (1929 - 1930): Alberto Terrones Benítez
- (1930 - 1931): José Ramón Valdés
- (1931 - 1932): Pastor Rouaix
- (1932 - 1936): Carlos Real
- (1936 - 1940): Enrique R. Calderón
- (1937): Aureliano de la Rocha
- (1940 - 1944): Elpidio G. Velázquez
- (1944 - 1947): Blas Corral Martínez
- (1947): Francisco Celis
- (1947 - 1950): José Ramón Valdés
- (1950 - 1956): Enrique Torres Sánchez
- (1956 - 1962): Francisco González de la Vega
- (1962): Rafael Hernández Piedra
- (1962 - 1966): Enrique Dupré Ceniceros
- (1966 - 1968): Ángel Rodríguez Solórzano
- (1968 - 1974): Alejandro Páez Urquidi
- (1974 - 1979): Héctor Mayagoitia Domínguez
- (1979 - 1980): Salvador Gámiz Fernández
- (1980 - 1986): Armando del Castillo Franco
- (1986 - 1992): José Ramírez Gamero
- (1992 - 1998): Maximiliano Silerio Esparza
- (1998 - 2004): Ángel Sergio Guerrero Mier
- (2004 - 2010): Ismael Hernández Deras
- (2010 - 2016): Jorge Herrera Caldera